# Patagonia (przedsiębiorstwo)
Patagonia – firma amerykańska, z siedzibą w mieście Ventura w Kalifornii, specjalizująca się w produkcji sprzętu turystycznego, głównie odzieży. Została założona w 1973 roku przez Yvona Chouinarda.
Firma stara się utrzymywać wizerunek przedsiębiorstwa przyjaznego środowisku naturalnemu oraz aktywnie angażuje się w ochronę środowiska. W 1996 roku firma zaczęła używać wyłącznie organicznej bawełny do produkcji swoich ubrań. Od 1985 roku firma przekazuje 1% swoich przychodów na rzecz ochrony przyrody. Od 1985 do 2007 roku przekazała na te cele ponad 29 milionów dolarów.
Ze względu na wysokie ceny garderoby oraz ich elegancki styl tworzony pod gusta mieszczańskich yuppies, wspinacze i turyści nazywają produkty firmy mianem PataGucci. Neologizm ten pochodzi z połączenia nazwy firmy Patagonia i oraz ekskluzywnej marki Gucci.